# عبدالرزاق نائف
عبدالرزاق نائف (عربی: عبد الرزاق النايف؛ ۱۹۳۳ – ۱۹۷۸) یک سیاست‌مدار اهل عراق بود.